# Coadjutor
Coadjutor (coajutor), este o transpunere din limba italiană a termenului „coadiutore”. Preluat din terminologia eclezială (desemna preotul care ajuta sau care înlocuia parohul sau episcopul), a fost folosit de Sf. Ioan Bosco pentru a denumi persoanele consacrate (călugări de viață activă) care îl ajutau în educația tineretului.
Desemnează un salezian care nu este preot, ci numai călugăr.